# Richard Giesen (Rechtswissenschaftler)
Richard Giesen (* 1964 in Bonn) ist ein deutscher Jurist und Hochschullehrer. Seit 2009 ist er Ordinarius für Sozialrecht, Arbeitsrecht und Bürgerliches Recht an der Ludwig-Maximilians-Universität München.

## Leben
Nach dem Studium der Rechtswissenschaften an den Universitäten in Bonn und Freiburg i. Br. wurde er 1995 in Bonn mit der Dissertation Sozialversicherungsmonopol und EG-Vertrag: eine Untersuchung am Beispiel der gesetzlichen Unfallversicherung in der Bundesrepublik Deutschland promoviert. Ebenfalls in Bonn habilitierte er sich 2001 mit der Arbeit  	Tarifvertragliche Rechtsgestaltung für den Betrieb: Gegenstand und Reichweite betrieblicher und betriebsverfassungsrechtlicher Tarifnormen.
1994 ließ er sich in Bonn als Rechtsanwalt nieder und war überwiegend in Insolvenzsachen tätig. 
Nach Lehrstuhlvertretungen an der Universität zu Köln und der Technischen Universität Darmstadt wurde er im Oktober 2002 zum Professor für Deutsches und Europäisches Zivil-, Arbeits- und Handelsrecht an der Technischen Universität Darmstadt berufen, 2003 übernahm er den Lehrstuhl für Bürgerliches Recht, Arbeits- und Sozialrecht an der Justus-Liebig-Universität Gießen. Im Herbst 2004 hatte er eine Gastprofessur an der Law School der University of Wisconsin in Madison. 
2009 wurde er Inhaber des Lehrstuhls für Sozialrecht, Arbeitsrecht und Bürgerliches Recht an der Ludwig-Maximilians-Universität München und leitet auch das dortige Zentrum für Arbeitsbeziehungen und Arbeitsrecht (ZAAR). Forschungsschwerpunkte sind Sozialrecht, insbesondere Internationales und Europäisches Sozialrecht, Kollektives Arbeitsrecht, insbesondere Tarifvertragsrecht, zudem Individualarbeitsrecht und Bürgerliches Recht.
Giesen schreibt u. a. für die Stiftung Marktwirtschaft und die Frankfurter Allgemeine Zeitung. Er war als Gutachter für den Arbeitgeberverband Mittelständischer Personaldienstleister zum Thema Mindestlohn tätig. Das von ihm geleitete ZAAR veranstaltete im September 2011 ein Seminar, in denen nach Eigendarstellung Arbeitgebern Möglichkeiten aufgezeigt werden, den strengen arbeitsrechtlichen Regelungen der Zeitarbeit zu entfliehen. Aufgezeigt wurden Wege, die gerade in Kraft getretene Reform zur Bekämpfung von Missständen bei der Zeitarbeit durch Abschluss von Werkverträgen mit den Zeitarbeitsfirmen zu umgehen.
Er ist Sohn des Diplomaten Richard Giesen und Neffe von Thomas Giesen, dem ehemaligen Sächsischen Datenschutzbeauftragten.